# Abbotts duiker
De Abbotts duiker (Cephalophus spadix)  is een zoogdier uit de familie van de holhoornigen (Bovidae).

## Verspreidingsgebied
De soort wordt aangetroffen in Tanzania.

## Taxonomie
De wetenschappelijke naam van de soort werd voor het eerst geldig gepubliceerd door True in 1890. Zowel de Nederlandse naam als de naam in veel andere talen is vernoemd naar de Amerikaanse ornitholoog William Louis Abbott, die in 1888 de soort op de Kilimanjaro ontdekte en een exemplaar naar Europa stuurde.